# Richard Hofmann (compositor)
Richard Hofmann   (Delitzsch, 30 d'abril de 1844 - Leipzig, 11 de novembre de 1918) va ser un compositor i professor de música alemany, que va treballar a Leipzig.
Richard Hofmann va néixer a Delitzsch on el seu pare era el director musical municipal. Va estudiar amb Raimund Dreyschock (1824-1869) i Salomon Jadassohn i es va establir a Leipzig com a professor de música. Va ser professor a Leipzig Conservatori i el líder de la Societat Coral de Leipzig.
Hofmann va compondre nombroses peces instructives per a instruments de piano, corda i vent. Entre les seves obres literàries destaquen "Katechismus der musikinstrumente" (Catecisme dels Instruments Musicals) publicat el 1890, i Praktische instrumentationslehre (Instrumentació pràctica, traduït per Robin Humphrey Legge) de 1893.
Entre els seus estudiants destacats es troben George Strong, Donald Heins, Jean Paul Kürsteiner, Frank Welsman i Richard Wetz.

## Obres seleccionades

### Orquestral
- Aus der Jugendzeit per a orquestra de corda, op. 60

### Música de cambra
- 3 Sonatines per a violoncel i piano, Op. 42
- Sonatine für angehende Spieler (Sonatina per als músics avançats) en F major per a viola (o flauta) i piano, op. 46 (1885)
- 2 leicht ausführbare Sonatinen (2 Easy Sonatinas) per a oboè (o violí) i piano, Op. 47
- 2 Sonatines per a clarinet (o violí) i piano, Op. 48
- 3 Sonatines per a violí i piano, op. 49
- 2 Sonatines per a violí i piano, op. 57
- Leichte Sonate (Easy Sonata) per a violí i piano, op. 61
- Bagatellen per a violí i piano, op. 62
- Serenata per a trio de piano, op. 73
- 4 Stücke (4 peces) per a oboe i piano, op. 81
- 5 Stücke (5 peces) per a violí i violoncel, Op. 83
- Quartett für vier Violinen (Quartet per a quatre violins), op. 98
- 8 Vortragsstücke (8 concerts) per a violí i piano, op. 103
- 6 Stücke (6 peces) per a violí i piano, op. 105
- Trio en G major per a 2 violins i viola, Op. 112
- 3 Stücke (3 peces) per a violí i piano, op. 118
- 4 Vortragsstücke (4 peces de concert) per a violí i piano, op. 119

### Piano
- Heitere Gedanken, 4 peces, op. 8
- Tarantelle, op. 9
- Blätter und Blüten, 6 peces, op. 10
- 3 Sonatinas, op. 34
- 4 Charakterstücke (4 personatges), op. 88
- 2 Stücke in Tanzform (2 peces en forma de dansa), op. 89

### Vocal
- 4 Lieder per a veu i piano, op. 37

## Discografia
- Richard Hofmann: 15 Studies Op.87 per a viola - Marco Misciagna, viola (MM - MM02 - 2024)[2]